# Drigstrup Sognekommune
Drigstrup Kommune var en sognekommune, der blev oprettet i 1842. Kommunen blev indlemmet i Kerteminde Købstad i 1963. I 1966 blev Kerteminde lagt sammen med endnu en række sognekommuner, og den nye kommune blev en  kommune med Marstal-status
Kommunen bestod af Drigstrup Sogn med Drigstrup Kirke. 